# 70030 Маргаретміллер
70030 Маргаретміллер (70030 Margaretmiller) — астероїд головного поясу, відкритий 7 лютого 1999 року.
Тіссеранів параметр щодо Юпітера — 3,832.